# مصعب بن عمير
أبو عبد الله مصعب بن عمير العبدري (المتوفى سنة 3 هـ) صحابي بدري من السابقين إلى الإسلام، ومبعوث النبي محمد للدعوة إلى الإسلام في يثرب بعد بيعة العقبة الأولى، وحامل لواء المهاجرين في غزوتي بدر وأحد.

## سيرته
مصعب بن عمير بن هاشم بن عبد مناف بن عبد الدار بن قصي بن كلاب القرشي نشأ في مكة شابًّا جميلاً مترفًا، يرتدي أحسن الثياب، ويتعطر بأفضل العطور، رقيق البشرة حسن اللّمة ليس بالقصير ولا بالطويل، إلا أنه ما أن بلغت دعوة النبي محمد إلى الإسلام، حتى أسلم سرًا في دار الأرقم خوفًا من أمه ام خناس بنت مالك بن المضرب العامرية ومن قومه، فكان من السابقين إلى الإسلام. بقى مصعب على تلك الحالة إلى أن أبصره عثمان بن طلحة يصلي، فأخبر قومه، فأخذوه وحبسوه، فلم يزل محبوسا إلى أن هاجر إلى الحبشة، ثم رجع مع المسلمين حين رجعوا. ثم بعثه النبي محمد بعد عودته مع نقباء الأنصار الاثنى عشر الذين بايعوا النبي محمد بيعة العقبة الأولى ليعلم من أسلم من أهل يثرب القرآن، ويدعوَ للإسلام، ويصلي بهم، فنزل ضيفًا على أسعد بن زرارة، وهو بذلك أول من هاجر إلى يثرب من المسلمين.

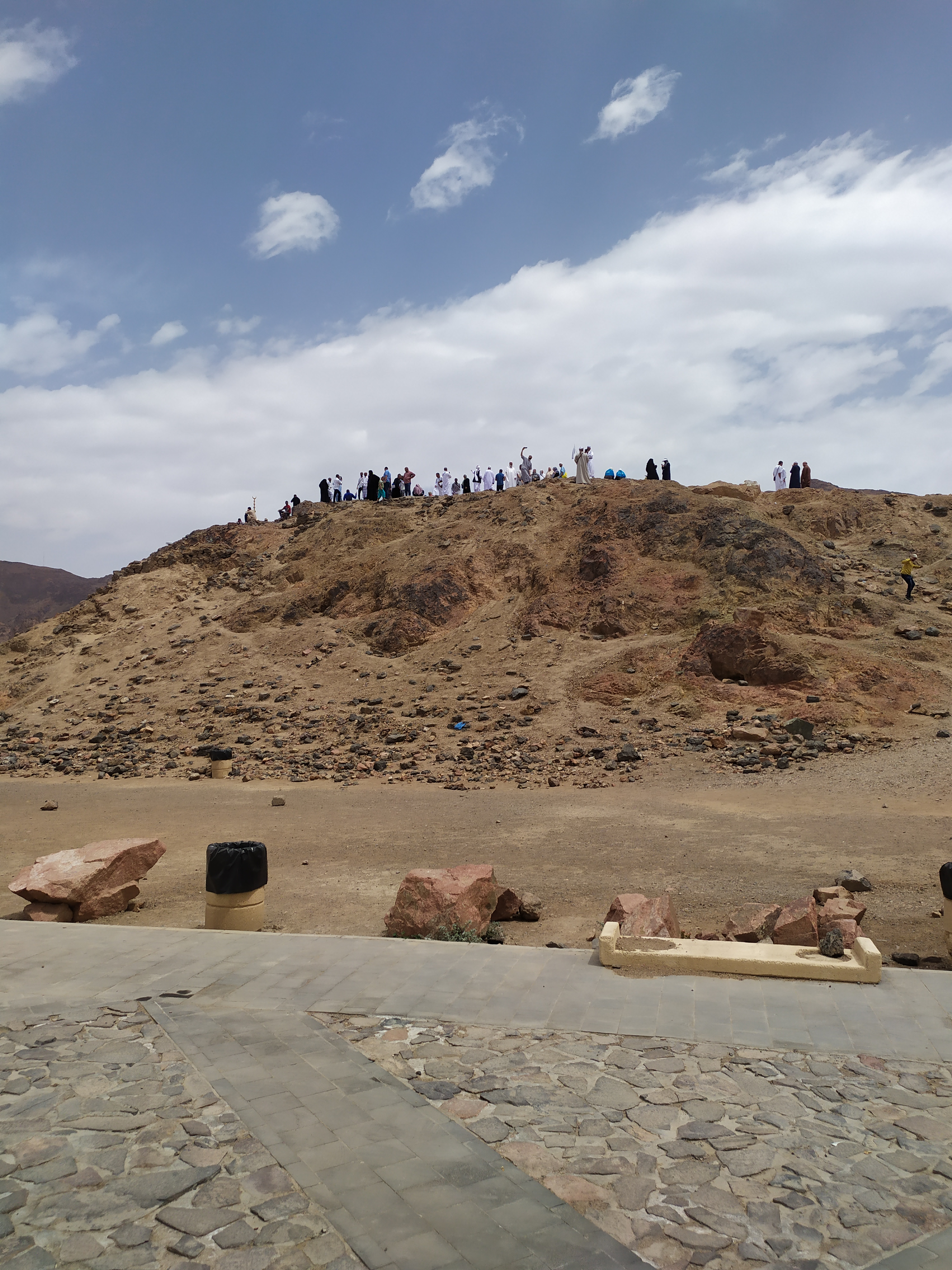
جبل الرماة، معركة أحد

بعد الهجرة النبوية، صاحب مصعب النبي محمد الذي آخى بينه وبين سعد بن أبي وقاص، وقيل أبي أيوب الأنصاري، وقيل ذكوان بن عبد قيس. شهد مصعب مع النبي محمد غزوة بدر وغزوة أحد، وكان فيهما حامل لواء المهاجرين، وقد قُتل مصعب بن عمير في غزوة أحد قتله ابن قمئة الليثي حيث هاجمه ابن قمئة وهو يحمل اللواء، وضرب يد مصعب اليمنى فقطعها، فأخذ اللواء باليسرى فقطعها ابن قمئة، فضم مصعب اللواء بعضديه إلى صدره، فطعنه ابن قمئة برمح في صدره فقتله. لم يترك مصعب عند مقتله إلا نمرة، أرادوا تكفينه بها، فكانوا إذا غطوا رأسه بدت رجلاه، وإذا غطوا رجليه بدا رأسه، فقال النبي محمد: «غطوا رأسه، واجعلوا على رجليه من الإذخر»، وتولى دفنه يومها أخوه أبو الروم بن عمير وعامر بن ربيعة وسويبط بن سعد، وكان عمر مصعب حين قُتل 40 سنة أو يزيد. ولم يكن لمصعب سوى زوجة واحدة وهي حمنة بنت جحش، وله منها ابنة واحدة اسمها زينب، كان قد زوّجها عبد الله بن عبد الله بن أبي أمية بن المغيرة.

## مكانته
أثنى عليه النبي عدة مرات في حياته وبعد وفاته، ومن ثنائه عليه:
- لما رآه النبي مقبلًا وعليه إِهاب كبش قال: «انْظُرُوا إِلَى هَذَا الرَّجُلِ الَّذِي قَدْ نَوَّرَ اللَّهُ قَلْبَهُ، لَقَدْ رَأَيْتُهُ بَيْنَ أَبَوَيْنِ يُغَذِّوَانَهُ بِأَطْيَبِ الطَّعَامِ وَالشَّرَابِ، فَدَعَاهُ حُبُّ اللَّهِ وَرَسُولِهِ إِلَى مَا تَرَوْنَ».[9]
- وبعد مقتل مصعب في غزوة أحد، مر عليه النبي مقتولًا فقرأ الآية: ﴿مِنَ الْمُؤْمِنِينَ رِجَالٌ صَدَقُوا مَا عَاهَدُوا اللَّهَ عَلَيْهِ فَمِنْهُمْ مَنْ قَضَى نَحْبَهُ وَمِنْهُمْ مَنْ يَنْتَظِرُ وَمَا بَدَّلُوا تَبْدِيلًا ۝٢٣﴾ [الأحزاب:23].[10]